# Polygala brachyptera
Polygala brachyptera är en jungfrulinsväxtart som beskrevs av August Heinrich Rudolf Grisebach. Polygala brachyptera ingår i släktet jungfrulinssläktet, och familjen jungfrulinsväxter. Inga underarter finns listade i Catalogue of Life.